# أشلي داي
أشلي داي (26 مارس 1969 في المملكة المتحدة - )  (بالإنجليزية: Ashley Day)‏ هو لاعب كريكت بريطاني. لعب مع نادي مقاطعة دورهام للكريكت ‏ وDurham Cricket Board ‏.